# Памятник Клименту Тимирязеву (Москва, Тверской бульвар)
Па́мятник Тимиря́зеву — памятник учёному-естествоиспытателю, специалисту по физиологии растений Клименту Тимирязеву. Монумент установлен в 1923 году в Москве на Тверском бульваре у площади Никитские Ворота. Авторы монумента — скульптор Сергей Меркуров и архитектор Дмитрий Осипов.

## Описание
Памятник и пьедестал изготовлены из чёрного шведского гранита. Учёный изображён в мантии доктора Кембриджского университета, в котором он был почётным членом. Скульптура высечена из двух кусков камня. Обусловлено это тем, что при изготовлении статуи на московских складах не было монолита необходимого размера, из-за этого Меркурову пришлось исказить пропорции и фигура учёного выглядит вытянутой. На пьедестале высечены кривая зависимости ассимиляции от солнечного света, определённая Тимирязевым в его работе по физиологии растений, а также надпись «К. А. Тимирязеву — борцу и мыслителю». Рядом с монументом у входа на бульвар установлены стилизованные гранитные микроскопы.

## История
В начале XX века на месте, где расположен памятник, находился двухэтажный доходный дом, принадлежавший князю Григорию Гагарину и его сыну Григорию. В здании находились аптека, магазины и популярная среди студентов пивная «Седан». Во время вооружённого восстания 1917 года между красногвардейцами и юнкерами развернулось ожесточённое сражение за строение, которое находилось под постоянным обстрелом. В итоге произошёл большой пожар и сооружение превратилось в руины.
|  | К вечеру второго дня загорелся дом «на стрелке», где была аптека. Он горел разноцветным пламенем — то желтым, то зелеными синим, очевидно, от медикаментов. Глухие взрывы ухали в его подвалах. От этих взрывов дом быстро обрушился. Пламя упало, но едкий разноцветный дым клубился над пожарищем еще несколько дней.Константин Паустовский |

Остатки строения долгое время занимали часть площади у Никитских ворот, но 12 апреля 1922 года в рамках ленинского плана монументальной пропаганды вышло постановление Президиума Моссовета об установке памятника учёному Клименту Тимирязеву, определив местом возведения территорию бывшего доходного дома. Поэтому Министерство коммунального хозяйства приступило к срочной расчистке земли. В качестве скульптора был выбран Сергей Меркуров. 28 апреля того же года он представил президиуму смету в размере 64 845 900 100 рублей (в совзнаках), а 1 июля заключил договор на изготовление памятника. Оформление самой площади, а также постамента памятника было поручено архитектору Дмитрию Осипову. Проектирование осложнялось неправильной формой участка, что увеличило время работы.
В 1923 году сначала был разбит сквер, а 4 ноября состоялось торжественное открытие монумента.
|  | Торжество, несмотря на пасмурную погоду, привлекло множество депутаций ученых и учебных учреждений и организаций и несколько тысяч отдельных граждан, главным образом, преподавателей и слушателей высших учебных заведений. К подножию затянутого холстом памятника собрались представители различных рабочих организаций, ведомств и учреждений с венками, члены Президиума Моссовета, профессора, группы детей школ носящих имя К.А. Тимирязева и др. Под звуки «Интернационала» с памятника, представляющего высеченную из глыбы гранита фигуру покойного К.А. Тимирязева, во весь рост, спала пелена...«Известия ЦИК» |

На открытии памятника помимо скульптура, сына учёного и представителей руководства страны, произнёс речь известный русский биолог Н. К. Кольцов. Хронику открытия памятника снимал знаменитый впоследствии кинорежиссёр Дзига Вертов .
Реакция москвичей на памятник была неоднозначной. Некоторые считали, что скульптуру установили не из-за научных достижений Тимирязева, а из-за его заслуг перед большевиками. К примеру, писатели-соавторы Ильф и Петров выпустили сатирический рассказ, в котором рассказывалось об установке в выдуманном городе монумента, который изображал Тимирязева на коне и с саблей в руке, при этом жители считали его «героем гражданских боёв в должности комбрига».
5 августа 1941 года во время битв за Москву напротив монумента взорвалась 1000-килограммовая фугасная бомба. Образовалась воронка глубиной свыше десяти метров и диаметром около тридцати, были уничтожены трамвайные рельсы, подземные коммуникации, частично разрушены близлежащие здания. Кроме того, взрывная волна сбросила памятник Тимирязеву с пьедестала, который вернули на место спустя несколько часов. Следы от осколков бомбы сохранились внизу мантии и у левой ноги скульптуры.

## Галерея
- Закладка памятника, 1922[14]

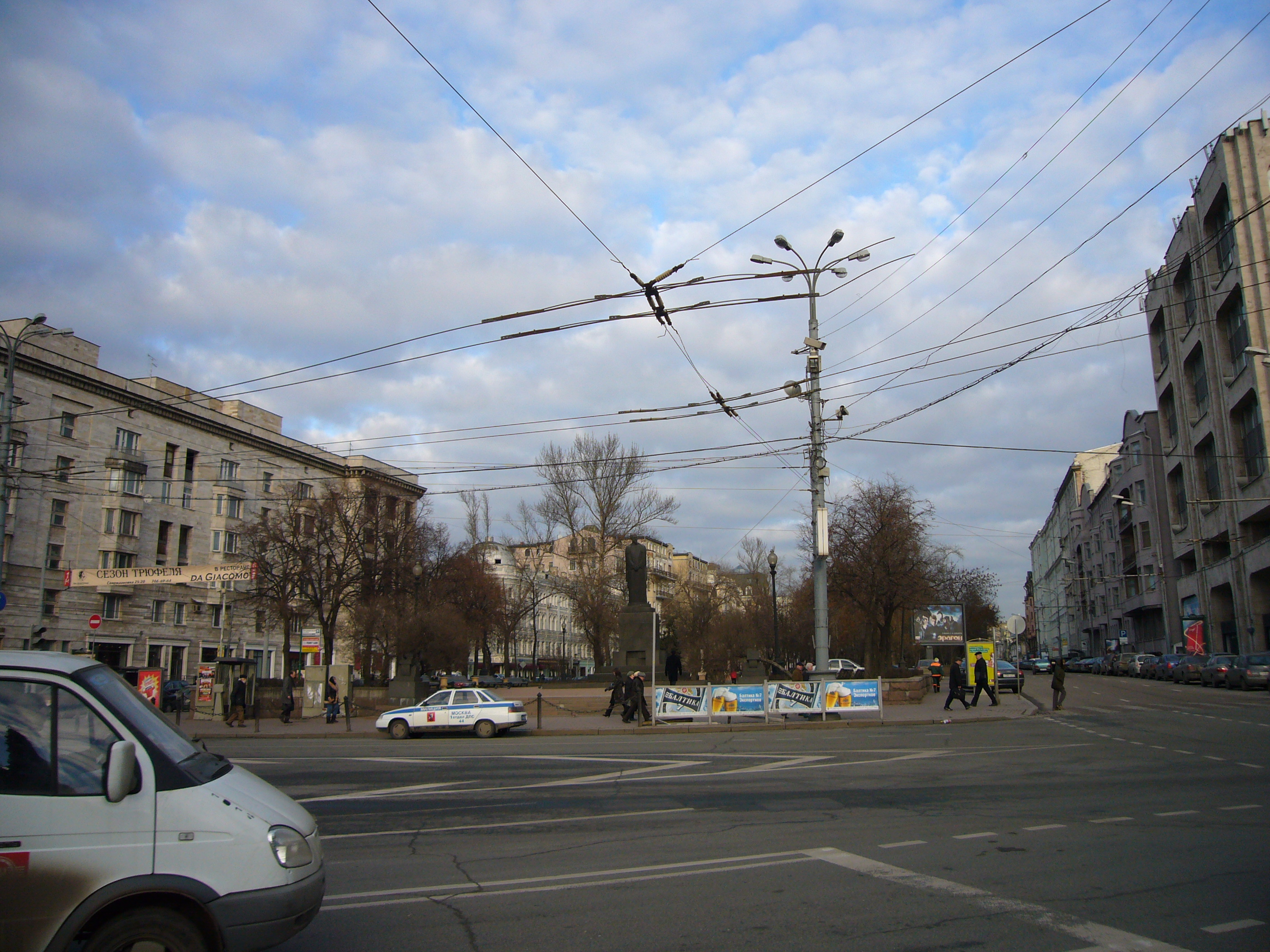
Вид на площадь Никитинских Ворот, 2006
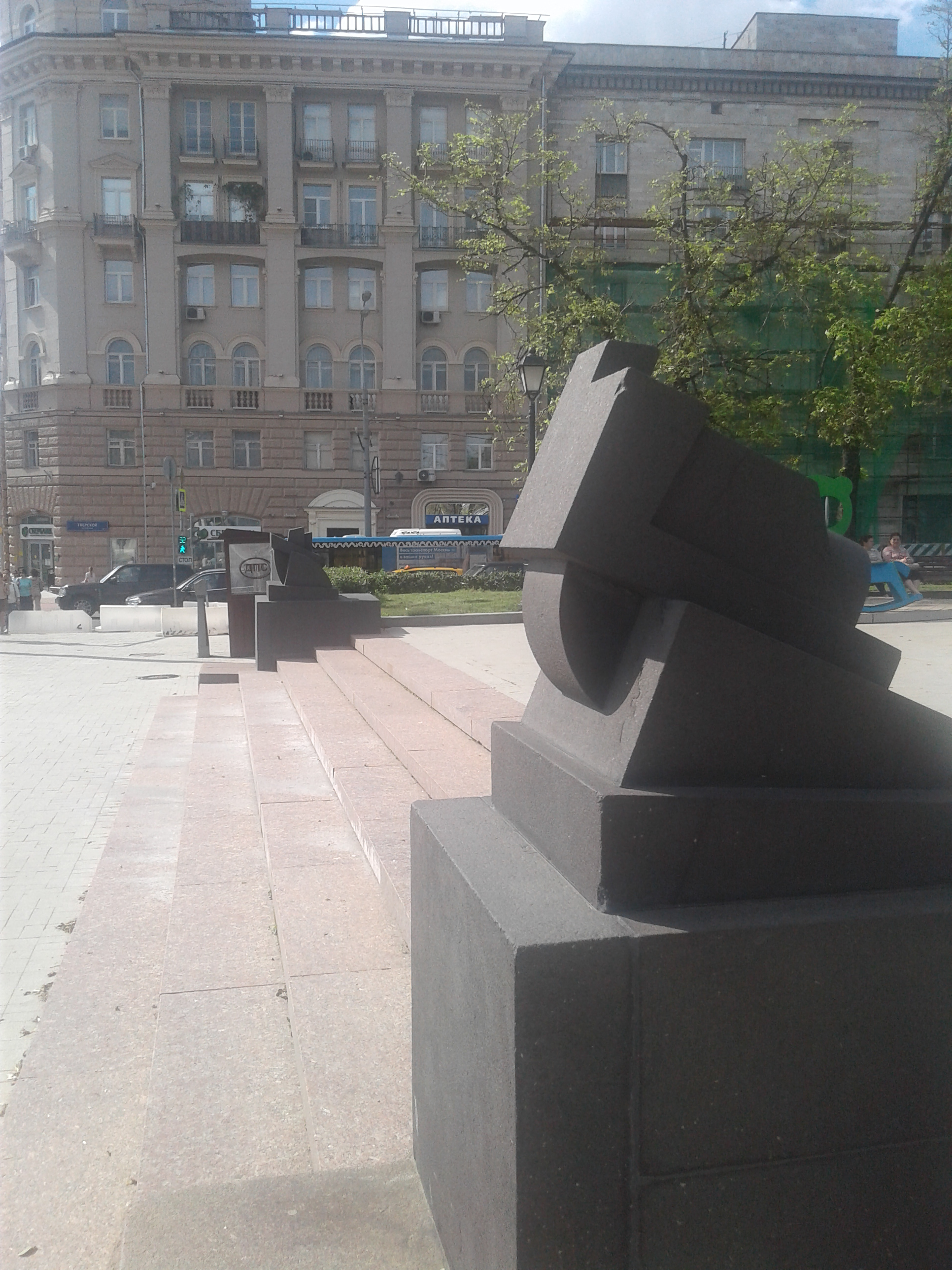
Гранитные микроскопы перед памятником, 2017